# محطه الرمل
محطه الرمل (به عربی: محطة الرمل) یک محله در مصر است که در استان اسکندریه واقع شده‌است.